# Індоєвропейці
Індоєвропейці — носії індоєвропейських мов.
До індоєвропейців належить багато давніх і сучасних народів: вірмени, балти, германці, греки, іллірійці, індійці, іранці, італіки, кельти, слов'яни, тохари, фракійці, фригійці, хетти.
При цьому до балтів належать сучасні латвійці та литовці, а також давні прусси та деякі інші племена, сучасні германські народи — це австрійці, англійці, данці, голландці, німці, норвежці, фризи, шведи, ісландці, давні готи, вандали та багато інших давньогерманських племен.
Іранське походження мають белуджі, гілянці, перси, курди, мазендаранці, осетини, памірські народи, сарикольці, таджики, талиші, язгулямці.
До італіків належали латини (предки римлян, від латинської мови яких походять романські мови, що включають італійську, французьку, провансальську, ретороманську, іспанську, каталонську, португальську, румунську, мови), оски та умбри.
Нащадками кельтів є шотландці, ірландці, бретонці та інші.
До слов'ян належать сучасні українці, білоруси, болгари, лужичани, македонці, поляки, росіяни, серби, словенці, словаки, хорвати, чорногорці, чехи, давні полабські та поморські слов'яни. Нащадками іллірійців є сучасні албанці.

## Походження індоєвропейців

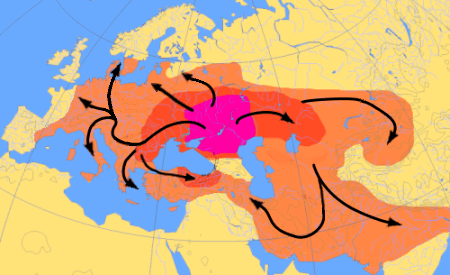
Схема міграцій індоєвропейців в 4000-1000 рр. до н. е. згідно з «курганною гіпотезою». Рожева область відповідає прабатьківщині індоєвропейців (самарська та середньостогівска культури). Помаранчева область відповідає території розселення носіїв індоєвропейських мов в 1000 р. до н. е.

Найрозповсюдженіша серед лінгвістів та археологів «курганна гіпотеза» передбачає, що прабатьківщиною індоєвропейців була територія Північного Причорномор'я в межиріччі Дніпра та Волги, а самі вони були напівкочовим населенням степових районів сучасних сходу України та півдня Росії, що жило в цих місцях в V—IV тис. до н. е. З предками індоєвропейців, відповідно до цієї гіпотези, ідентифікується населення, що відносилося до середньостогівської, самарської та ямної культури. Надалі через перехід цих племен до бронзової доби та прирученням коня почались інтенсивні міграції індоєвропейських племен у різних напрямках. При цьому проходила мовна асиміляція індоєвропейцями місцевого доіндоєвропейського населення, що призводило до того, що сучасні носії індоєвропейських мов значно відрізняються за расово-антропологічним типом.
В епоху Великих географічних відкриттів та наступній масовій європейській колонізації індоєвропейські мови розповсюдились в Америці, Південній Африці, Австралії, Новій Зеландії та інших районах.
Існує також «анатолійська» та «навколочорноморська» гіпотези походження індоєвропейців.